# Tannenbusch
Tannenbusch è un quartiere nel distretto urbano di Bonn e conta circa 16.000 abitanti.
Viene distinto in due parti Alt-Tannenbusch (Tannenbusch vecchia) e Neu-Tannenbusch (Tannenbusch nuova).